# Cooksonia aliciae
Cooksonia aliciae är en fjärilsart som beskrevs av Talbot 1935. Cooksonia aliciae ingår i släktet Cooksonia och familjen juvelvingar. Inga underarter finns listade i Catalogue of Life.